# Шарбабчян, Григор Микаелович
Шарбабчян Григор (Гиго) Микаелович (4 апреля, 1884 — 6 января, 1942) — живописец, художник-декоратор. Заслуженный деятель Грузинской ССР (1936).
В 1904—1910 годах учился в академии Жюльена (Париж). В 1913 году в Армянском театре Тифлиса оформлял сцену постановки пьесы «Старые боги» Шанта. Принимал участие в создании Союза армянских искусствоведов (1916 год) и художественной студии Айартун, в которой позже преподавал. С 1921 года Шарбабчян являлся главным художником Тбилисского армянского драматического театра.
Оформлял представления «Капказ-тамаша» Чаренца, «Маскарад» (1927 год) Лермонтова, «На дне» Горького (1932 год), «Отелло», «Гамлет» Шекспира (1933 год), «Пепо», (1926 год) «Разорённый очаг» (1929 год) и «Хатабала» Сундукяна (1937 год), а в 1932 году оформлял сцену оперы «Алмаст» Спендиаряна в Грузинском театре оперы и балета. В своих станковых полотнах 1920-х годов. Шарбабчян представлял быт, обычаи, народные праздники Тифлиса. Примечательными пейзажами являются такие полотна как «Люксембургский парк», «Залив в Бретани», «Севанский остров», «Часовня в Татева», «Старый Агулис», «Озеро Рица» и др.. Шарбабчян творил также и в жанре графической живописи. Является автором пьесы «Слуга народа» («Саят-Нова») (постановка, 1927, Кировакан) и искусствоведческих статьей.
Имел персональные выставки в Тбилиси (1913 год) и Ереване (1927 год).